# Оружие массового поражения Японии
Японцы часто использовали оружие массового уничтожения. Главной целью этого вида вооружения преимущественно был Китай. В борьбе с ним Японская империя применяла биологическое и химическое оружия массового поражения. Для создания первого вида вооружения был создан отряд 731, а для второго — отряд 516. Все они действовали на территории Китая.

## Химическое оружие

### История создания
К разработке химического оружия Япония приступила значительно позже, чем европейские страны и США.
Начало работ по этой тематике относится к 1917 году, когда на фронтах Первой мировой войны были уже хорошо отработаны
методы использования химического оружия и накоплены его значительные запасы.
Но создание промышленного производства отравляющих веществ (ОВ) стало возможным лишь в 1923 г. при содействии немецких учёных (имевших в этой области огромный опыт).
К 1927 г. был построен первый завод по производству ОВ, а к началу 1930-х — в арсеналах Тадоноуми и Сагами были открыты дополнительные производства наиболее эффективных на то время образцов ОВ.
Кроме того, в результате тайной сделки, в Германии было закуплено оборудование для синтеза иприта и организовано производство в округе Хиросима.

### Исследовательские и учебные организации
Вместе с организацией промышленного производства в Японии проводились научно — исследовательские и испытательные работы по теме
химического оружия, боеприпасов с ОВ и их применение на практике как на основе проведения экспериментов над людьми, так и тщательного изучения опыта Германии (в связи с отсутствием у Японии опыта применения химического оружия).
Организации, занимавшиеся в исследованиями по тематике химического оружия:
- НИИ № 6 в Токио (район Ёдобаси);
- НИИ № 99 в префектуре Канагава;
- отряд 516 Химического Управления Квантунской Армии — Цицикар (Китай);
- 6-е отделение маньчжурского отряда 100 (см. Отряд 100);
- исследовательская группа Ёсимуры отряда 731 (см. Отряд 731);
- секретная химическая лаборатория ВМС Японии (г. Камису префектура Ибараки).

Отряд 516 являлся полигонной базой НИИ № 6. Отряды 100 и 731 занимались также разработкой бактериологического оружия.
Подготовка кадров для боевого применения (а также дальнейших исследований по вопросу ОВ) была организована в специальной школе (т. н. «Учебный отряд») в Нарасино. Выпускники этой школы направлялись как в армию (в качестве руководителей по применению химического оружия), так и на исследовательские работы (НИИ № 6).

### Экспериментальные исследования БОВ
В результате исследований в военных лабораториях Японии были синтезированы тысячи химических веществ, но найти БОВ, эквивалентные по свойствам с уже имеющимися так и не удалось.
В качестве экспериментальной базы для исследования химического оружия была выбрана оккупированная территория Китая.
Для этих целей во Внутренней Монголии был создан полигон "Баяхан". Эксперименты в основном проводились на военнопленных (партия Гоминьдан и КПК), русских эмигрантах и китайских крестьянах.
Исследования на полигоне «Баяхан» проводились сотрудниками отряда 516 и исследовательской группой Ёсимуры отряда 731.
Для проведения бесчеловечных экспериментов над людьми на полигоне «Баяхан» был построен комплекс зданий, именуемый «блок Ро» (назван из-за формы — сверху этот комплекс имел вид буквы «ро» японского алфавита — ロ — напоминающей квадрат).

### Производство химического оружия
Производство химического оружия было организовано Японией как на своей территории (арсеналы Тадонуми, Сагами, в г. Сарукава и др.), так и на территории Китая (г. Цицикар и др.).
Номенклатура БОВ, производимых на этих заводах охватывала почти все типы химического оружия (около 10 видов):
- слезоточивого
- рвотного
- удушающего
- кожно-нарывного
- общеядовитого действия

Этими БОВ начинялись артиллерийские снаряды для пушек и гаубиц разных калибров, миномётные выстрелы, авиабомбы, контейнеры и мины. Кроме того, армия имела на вооружении газобаллонные системы для газопусков.
Для эффективного использования химического оружия на основе лёгкого танка «Тип 94» была разработана боевая химическая машина (БХМ) «Канда».

### Применение химического оружия
Для использования химического оружия в японской императорской армии и в японском императорском флоте были созданы химподразделения, т.ж. в войсках проводились активные учения по химзащите.
В войне с Китаем Япония активно применяла химическое оружие.
Так, при нападении на г. Воцюй (провинция Шаньси) было сброшено до 1000 химических авиабомб. При сражении под Динсяном было выпущено 2500 химснарядов. Во время Уханьской битвы химическое оружие было применено не менее 375 раз и было израсходовано 48 тыс. снарядов, начинённых БОВ.
Столь массивное применение химического оружия в сочетании с практическим отсутствием средств химзащиты и химразведки
в китайских войсках приводили к огромным потерям (так, в результате химической атаки против расквартированных в г. Наньчане гоминьдановских войск погибло от отравления около 20 тыс. солдат и офицеров (штат двух дивизий)).
Несмотря на вышеуказанные факты, Япония так и не решилась массово применить свои запасы химического оружия против наступающих войск Красной Армии в Маньчжурии и при захвате островов армией США.
Мотив этих действий объясняется (как и у Германии во Вторую мировую войну) обладанием СССР и США в то время гораздо большими запасами химоружия и страхом ответного удара по своей территории.

### Сокрытие следов химического оружия
В связи с наступлением Красной Армии в Маньчжурии началась эвакуация исследовательских подразделений, с уничтожением объектов и подопытных людей.
Были предприняты попытки укрытия арсеналов химического оружия. Несмотря на это частями Красной Армии были обнаружены значительные арсеналы химического оружия (в районах Мукдена, Чанчуня, Харбина и др.). Так, только на складах в районе г. Фушунь было обнаружено около 120 тыс. снарядов, начинённых ОВ. Американскими оккупационными властями также были обнаружены значительные запасы химического оружия на территории самой Японии.

### Проблема утилизации захороненного химического оружия
В связи с тем, что Япония во время войны произвела большое количество ОВ и далеко не все они были обнаружены (даже обнаруженное химическое оружие захоранивалось в спешке без предотвращения возможных утечек, в результате были многочисленные отравления жителей прибрежных районов Японии) имеется угроза заражения местности при утечке через корродированные корпуса как боеприпасов так и ёмкостей с БОВ — в акватории Японского моря было затоплено большое количество ОВ.
Особенно опасна ситуация с захороненным в море химическим оружием (в связи со свойством морской воды разлагать металл, а также большей способностью БОВ распространяться с помощью течений и накоплением опасных химикатов в водных обитателях, являющихся пищей для человека). Так, по данным властей Китая начиная с 1945 г. от захороненных арсеналов ОВ пострадало около двух тысяч человек.
На настоящее время обнаружено 150 мест захоронения боевых отравляющих веществ в 15 провинциях КНР. На о. Хоккайдо, по оценкам экспертов, находится около 40 не найденных мест захоронений химоружия. С 1997 г. по 2006 г. китайскими и японскими специалистами было обезврежено 38,5 тыс. шт. боеприпасов с ОВ.

### Подписание конвенции о запрещении химического оружия
В 1993 г. Япония подписала, а в 1995 г. — ратифицировала «Конвенцию о запрещении химического оружия», в результате чего она отказывалась производить химическое оружие, а также обязуется утилизировать арсеналы БОВ, оставленные в Китае.

## Ядерное оружие
Отцом японской ядерной программы стал начальник Научно-технического управления Военно-воздушных сил императорской Армии Ясуда. По его приказу RIKEN в 1941 году начал теоретические изыскания, которые шли вполне успешно. Для разделения изотопов урана японские физики выбрали метод термодиффузии. Проект «Ни» стартовал в мае 1943 года, когда японским военным стало ясно, что обычные вооружения не способны остановить наступление США. Руководителем проекта стал Ёсио Нисина, ведущий физик-атомщик тех лет. Удалось построить опытный сепаратор, но сырья отчаянно не хватало. Урановые руды в Корее, Маньчжурии  и префектуре Фукусима оказались слишком бедными. По просьбе японцев Третий рейх выслал тонну урановой руды, но подводная лодка с грузом была потоплена у берегов Малайи. Ещё одной непреодолимой проблемой стало отсутствие необходимого количества электроэнергии. Наконец, инфраструктура проекта была почти полностью уничтожена американскими бомбёжками. Таким образом, шансы на успех у проекта «Ни» изначально были нулевыми.
В настоящее время Япония не ведёт исследований в области военного применения ядерной энергии, хотя и обладает необходимыми материалами и технологиями, позволяющими обзавестись ядерной бомбой в течение года-двух.